# الطوالة (المضاربة والعارة)

تعديل مصدري - تعديل

الطوالة هي إحدى قرى عزلة المضاربة بمديرية المضاربة والعارة التابعة لمحافظة لحج، بلغ تعداد سكانها 25 نسمة حسب تعداد اليمن لعام 2004.